# Conte di Northumberland

Stemma dei Percy conti di Northumberland

Conte di Northumberland è un titolo nobiliare creato diverse volte durante il Regno d'Inghilterra e di Gran Bretagna, succedendo al titolo di conte di Northumbria. I più importanti possessori del titolo furono i Percy, una delle famiglie più influenti nel nord dell'Inghilterra durante il Medioevo. Gli eredi dei Percy furono creati duchi di Northumberland nel 1766.

## Creazione del 1377
Nel 1377 Henry Percy fu creato conte di Northumberland, titolo concesso dopo l'incoronazione di Riccardo II d'Inghilterra. Il suo omonimo figlio Henry Percy, meglio conosciuto come "Hotspur" (sperone ardente), non divenne mai conte in quanto morì prima di suo padre nella battaglia di Shrewsbury. Dopo che anche il conte prese parte alla rivolta contro Enrico IV d'Inghilterra, perdendo la vita nella battaglia di Bramham Moor, le proprietà della famiglia vennero confiscate e i titoli nobiliari congelati fino a nuovo ordine.

## Creazione del 1416
Il re Enrico V Lancaster restaurò i diritti ereditari della famiglia e successivamente il secondo e il terzo conte di Northumberland combatterono con onore nella guerra delle due rose dalla parte dei Lancaster, cadendo entrambi in battaglia rispettivamente a St Albans (1455) e a Towton (1461).
Il quarto conte venne coinvolto nelle manovre politiche degli ultimi re Yorkisti Edoardo IV e Riccardo III. A causa della sua indecisione sul campo di battaglia, contribuì alla sconfitta del proprio alleato Riccardo III nella battaglia di Bosworth Field, che avrebbe determinato l'ascesa di Enrico Tudor. Nel 1489 venne assassinato da alcuni suoi affittuari.
Il sesto conte fu un corteggiatore di Anna Bolena prima che ella divenisse amante di Enrico VIII. La celebrazione delle loro nozze saltò proprio quando il re posò gli occhi sulla fanciulla.
I conti successivi, seguaci degli Stuart, vennero coinvolti nei vari complotti volti a liberare la regina Maria Stuarda e passarono alcuni anni rinchiusi nella Torre. L'ultimo conte della linea maschile fu Josceline Percy, XI conte di Northumberland la cui figlia Elizabeth sposò il duca di Somerset; loro nipote Hugh divenne duca di Northumberland e conte di Percy nel 1766. Un figlio illegittimo del duca, James Smithson, fondò lo Smithsonian Institution.
I duchi attuali vivono nel Castello di Alnwick e a Syon House.

## Lista dei conti

### Conti precedenti
Vedi Conti di Northumbria.

### Conti di Northumberland: prima creazione (1377)
- Henry Percy, I conte di Northumberland (1341–1408); perse il titolo nel 1405.

### Conti di Northumberland: seconda creazione (1416)
- Henry Percy, II conte di Northumberland (1394–1455);
- Henry Percy, III conte di Northumberland (1421–1461);
- John Neville, I marchese di Montagu (1431–1471), ebbe il titolo momentaneamente;
- Henry Percy, IV conte di Northumberland (1449–1489);
- Henry Algernon Percy, V conte di Northumberland (1478–1527);
- Henry Percy, VI conte di Northumberland (1502–1537);
- Thomas Percy, VII conte di Northumberland (1528–1572);
- Henry Percy, VIII conte di Northumberland ( –1585);
- Henry Percy, IX conte di Northumberland (1564–1632);
- Algernon Percy, X conte di Northumberland (1602–1668);
- Josceline Percy, XI conte di Northumberland (1644–1670), lasciò solo una figlia e il titolo si estinse.

### Conti di Northumberland: quarta creazione (1674)
- George FitzRoy, I duca di Northumberland (1665–1716); divenne duca di Northumberland nel 1683.

### Conti di Northumberland: quinta creazione (1749)
- Algernon Seymour, VII duca di Somerset (1684–1750);
- Hugh Percy, II conte di Northumberland (1714–1786), cambiò il suo nome in Percy quando ereditò la contea di Northumberland dal suocero; divenne duca di Northumberland nel 1766.

La successione continua con i Duchi di Northumberland